# Edsleskogs prästgård

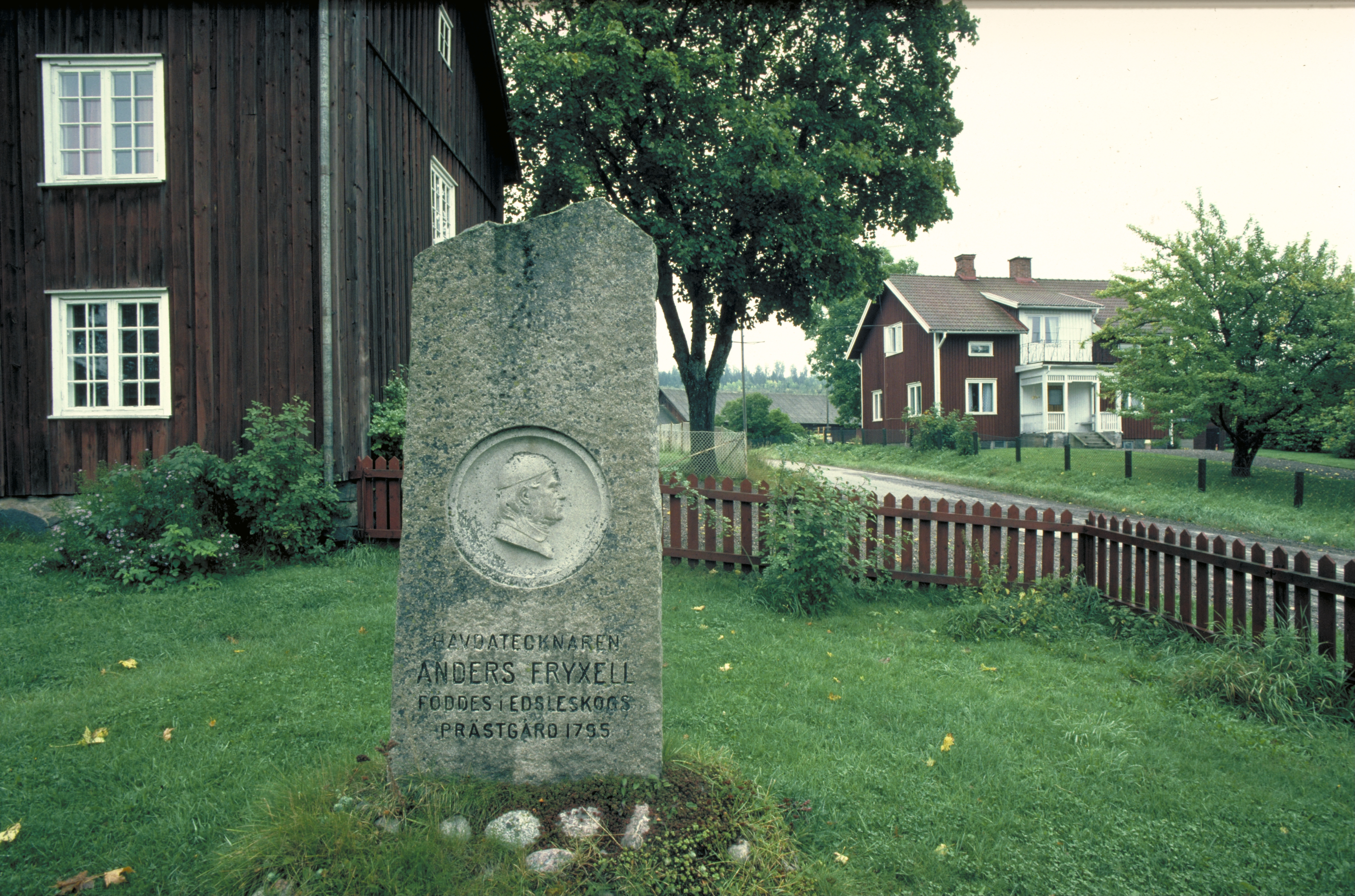
Minnesmärke för Anders Fryxell, Edelskogs prästgård.

Edsleskogs prästgård är ett byggnadsminne i Åmåls kommun och ligger intill platsen där Edsleskogs gamla kyrka låg. Prästgården är byggnadsminne sedan 17 april 1978.

## Historik
Prästgårdsbyggnaden är uppförd 1822, medan den södra flygelbyggnaden, den så kallade Fryxellsgården, byggdes 1795. Den norra flygeln, vilken tidigare inrymt lantarbetarbostäder, men som numera är församlingshem, byggdes på 1870-talet. Prästgårdsanläggningen är ett levande exempel på det byggnadssätt, som reglerades genom de ecklesiastika boställsförordningarna med paralleller i bland annat de militära boställena. Prästgården fick därigenom karaktären av ett mellanting mellan herrgård och storbondegård med högreståndsmässig prägel.

## Beskrivning
Prästgården ligger på en höjd nordväst om Edsleskogs kyrka. Gården domineras av den tidigare prästbostaden, en stor rödmålad träbyggnad i två våningar med sexdelad plan, i sydost flankerad av två mindre byggnader, faluröda liksom övriga byggnader på gården. Den västra, Fryxellsflygeln, är en ålderdomlig parstuga med bevarad interiör från 1700-talet. Den östra, är en 1800-talsbyggnad, som tidigare inrymt arbetarbostäder, men har på senare tid moderniserats och används numera som församlingshem.
Öster om mangården finns ett antal rödfärgade uthus av trä; närmast prästbostaden en byggnad, som lär ha inrymt både avträde och tvättstuga, öster om denna har förskolan sin lekplats med sandlåda och gungor. I anslutning till denna finns ett äldre garage och en vedbod. Dessa används som förråd respektive lekstuga för daghemmet och förskolan..
I sluttningen väster om prästgården finns ett par husgrunder efter rivna eller flyttade byggnader, närmast landsvägen en nybyggd förrådsbyggnad. Prästgården omges av ett falurött trästaket. Byggnadsminnets skyddsområde omfattar tomten/fastigheten som prästgården ligger på samt inägomarken norr om prästgården samt marken mellan prästgården, kyrkogården och landsvägen.
Gården består av tre stora, rödfärgade tvåvåningsbyggnader. Huvudbyggnaden är uppförd under 1800-talets mitt. Den södra flygelbyggnaden (Fryxellsflygeln) tillkom i slutet av 1700-talet. Nu är den museum med den gamla interiören bevarad. Den norra flygeln är från 1870-talet. 
I gården växte Värmlandsvisans skapare, Anders Fryxell upp.